# Col vento in poppa verso l'avventura
Col vento in poppa verso l'avventura (Sea Dogs) è una serie televisiva d'animazione del 1995 diretta da Olivier Poirette. La serie è una co-produzione franco-canadese realizzata da Caméras Continentales, CinéGroupe, Les Films de la Perrine e France 2 con la partecipazione di CNC, Telefilm Canada, SODEC, Governo del Quebec e Family Channel. Trasmessa in Canada nel 1995 su Family Channel in 13 episodi e in Francia su France 2 col titolo Les Tribulations du Cabotin, la serie fu venduta in oltre 50 paesi.

## Trama
La serie, ambientata in un mondo abitato da cani antropomorfi, segue le avventure del capitano e dell'equipaggio di un vecchio mercantile malconcio, impegnato a trasportare merci verso porti esotici e lontani. Con il capitano Leo al timone, questi "cani di mare" affrontano i pericoli degli abissi e insidie sconosciute a ogni angolo.

## Personaggi e doppiatori
| Personaggio | Doppiatore italiano |
| ----------- | ------------------- |
| Tim         | Luca Sandri         |
| Pat         | Pietro Ubaldi       |
| Olaf        | Mario Zucca         |
| Rocky       | Ivo De Palma        |
| Leo         | Marco Balbi         |
| Chico       | Carlo Bonomi        |

## Episodi
Non essendo disponibili i titoli degli episodi in altre lingue, vengono qui elencati quelli in francese.
| nº | Titolo francese                     | Prima TV Italia |
| -- | ----------------------------------- | --------------- |
| 1  | L'archipel des disparus             | 13 luglio 1998  |
| 2  | Rien à déclarer                     | 14 luglio 1998  |
| 3  | Le lac aux sortilèges               | 15 luglio 1998  |
| 4  | Les naufrageurs de la banquise      | 16 luglio 1998  |
| 5  | L'ile du docteur Carlos             | 17 luglio 1998  |
| 6  | Viva Santa Canina                   | 18 luglio 1998  |
| 7  | Coulez les cabotins                 | 20 luglio 1998  |
| 8  | La croisière du mystère             | 21 luglio 1998  |
| 9  | Le trésor de la cité perdue         | 22 luglio 1998  |
| 10 | Frayeurs sur l'équateur             | 23 luglio 1998  |
| 11 | Le maître des âmes perdues          | 24 luglio 1998  |
| 12 | Le dernier voyage du capitaine Croc | 25 luglio 1998  |
| 13 | Le chant des pillards               | 27 luglio 1998  |

## Edizione italiana
L'edizione italiana della serie fu trasmessa su Rete 4 dal 13 al 27 luglio 1998 all'interno del programma Game Boat. Il doppiaggio fu eseguito dallo Studio P.V. e diretto da Ivo De Palma su dialoghi di Irene Scalzo e Margherita Comucci, sebbene alcuni doppiatori abbiano partecipato su concessione della Coop. ADC. La sigla italiana venne scritta da Alessandra Valeri Manera, composta da Franco Fasano e cantata da Cristina D'Avena.